# AM&A's
Adam, Meldrum & Anderson Company (AM&A's) was een warenhuisketen gevestigd in Buffalo (New York). Het was een instituut voor generaties winkelend publiek in de omgeving van Buffalo. Het bedrijf bleef in familiebezit tot het in 1995 werd verkocht aan The Bon-Ton.

## Geschiedenis
Het bedrijf werd in 1867 opgericht als Adam, Meldrum & Whiting, op Main Street 308-310. Medeoprichters waren Herbert A. Meldrum, Alexander Whiting en Robert Borthwick Adam, een broer van J.N. Adam. In 1876 kwam William Anderson bij het bedrijf nadat Whiting was vertrokken en werd de naam gewijzigd in Adam, Meldrum & Anderson. In 1886 was het bedrijf een van de eerste gebruikers van elektriciteit bij een commerciële onderneming in Buffalo met de installatie van een Westinghouse-generator. Het bedrijf werd geregistreerd in 1892. In 1896 sloot het zich aan bij de Syndicate Trading Company, een bedrijf dat zich bezighield met gezamenlijke inkoop in de detailhandel en gevestigd was in New York. Van 1925 tot 1956 exploiteerde het de Adam, Meldrum & Anderson State Bank, die fuseerde met M&T Bank. In 1942 werd Robert Adam III, kleinzoon van de oprichter, president en vervulde die functie tot 1980. Daarna was hij tot zijn dood in 1993 Chief Executive Officer. De keten werd in 1994 gekocht door The Bon-Ton Stores Inc.

## Vlaggenschipwinkel

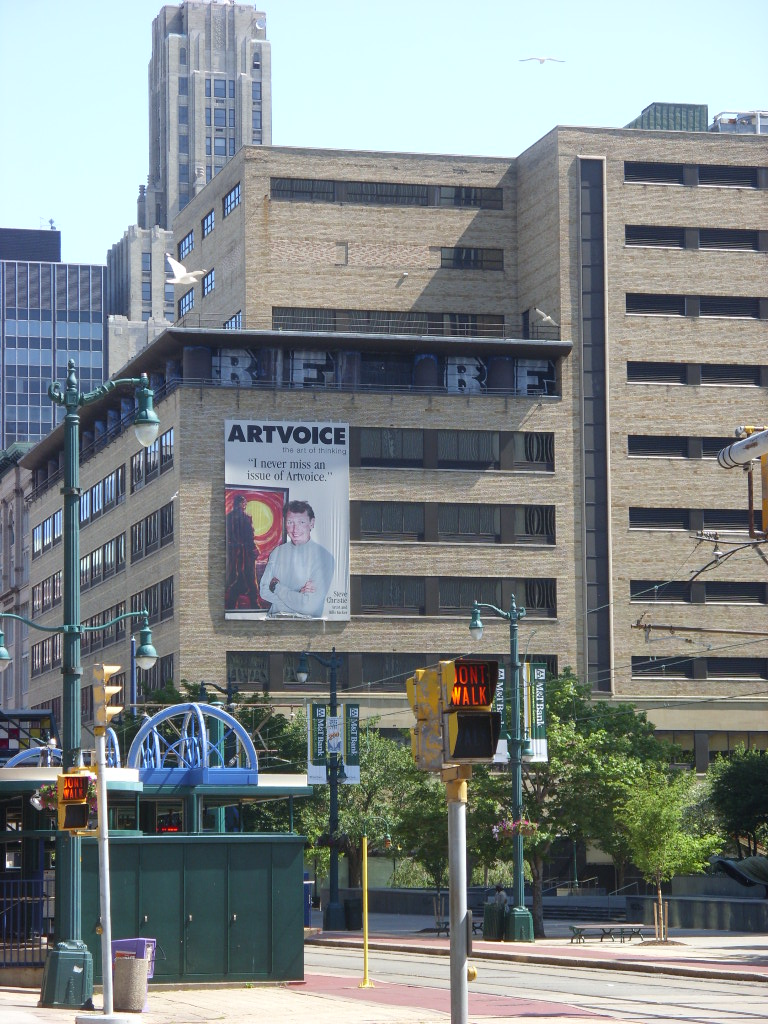
Voormalig AM&As-vlaggenschipwinkel (juni 2009)

De oorspronkelijke winkel was gevestigd aan Main Street, op de huidige locatie van de Main Place Mall. In 1924 werd de winkel uitgebreid met 6.500 m², waarmee een bedrag van $ 500.000 gemoeid was. In 1932 breidde de winkel zich naar het noorden uit met de aankoop van de Hudson's-winkel op Main Street 410. Vanaf de jaren 1940 tot aan de sluiting stond de winkel plaatselijk bekend om zijn uitgebreide Victoriaanse kerstetalages. In augustus 1960 verhuisde de keten zijn vlaggenschipwinkel naar de overkant van de straat, naar Main Street 389, in het gebouw dat voorheen werd bezet door J.N. Adam & Co. Na uitbreiding van de opslagruimte in aangrenzende gebouwen, vond er in 1966 een grote verbouwing van de winkel plaats. Tien jaar later werd de winkel opnieuw verbouwd. De winkel had ook een restaurant, de Yankee Doodle Room, dat van 1960 tot 1993 geopend was. Daarna werd het voor korte tijd heropend als delicatessenafdeling. In 1994 werd de warenhuisketen verkocht aan The Bon Ton, waarna de vlaggenschipwinkel tot 1995 onder de naam The Bon Ton opereerde. In 1998 werd de winkel voor acht maanden heropend als Taylor's, een luxe damesmodewarenhuis. Op 20 februari 2009 werd de voormalige vlaggenschipwinkel toegevoegd aan het National Register of Historic Places als het J.N. Adam-AM&A Historic District. In 2015 kocht een projectontwikkelaar uit New York het gebouw met de bedoeling het om te bouwen tot een Aziatisch getint hotel- en restaurantcomplex met tien verdiepingen en 300 kamers. 

## Filialen
AM&A opende in 1948 de eerste vestiging van een warenhuis in het stadscentrum, toen het een 460 m² grootte  winkel op University Plaza opende. In 1950 openden ze een filiaal in Sheridan Plaza in Tonawanda. In oktober 1952 werd de voormalige vestiging van E.W. Edwards & Son op L.B. Smith Plaza (later Abbott Road Plaza) in Lackawanna overgenomen. Deze vestiging sloot in 1971. In 1958 werd een winkel geopend in het Thruway Plaza, later de Thruway Mall. Die vestiging sloot in 1990, toen het filiaal in de Walden Galleria werd geopend in een winkel die oorspronkelijk voor B. Altman was gebouwd.
In de jaren 1960 tot en met 1980 werden er in de buitenwijken van Buffalo veel grote winkelcentra gebouwd en AM&A's breidde uit naar de meeste daarvan uit. Een 1.700 m² grootte winkel werd in 1961 geopend in het Southgate Plaza, en uitgebreid tot 9.300 m² in 1964. 
In 1972 werd een filiaal in de Eastern Hills Mall geopend. Daarna volgden winkels in de Lockport Mall in 1974 en in de Olean Center Mall in 1976. In 1979 werd een winkel geopend als onderdeel van een uitbreiding van de Summit Park Mall. Na de sluiting van de lokale keten Hens and Kelly in 1982 verhuisde AM&A's naar deze locatie in het Northtown Plaza. Het filiaal in de McKinley Mall werd in 1985 geopend. Alle vestigingen die in 1994 bestonden, werden omgedoopt tot vestigingen van The Bon Ton.
Naast de detailhandelsvestigingen exploiteerde AM&A's ook een magazijn voor bedden en meubels in de voormalige Pierce Arrow Automobile Manufacturing Facility op de hoek Elmwood Avenue en Great Arrow Street in Buffalo. Bestellingen van klanten uit de winkels werden naar het magazijn gestuurd, waar de artikelen uit de voorraad werden gehaald en op schade werden gecontroleerd. Krassen, deuken en butsen in houten voorwerpen werden hersteld door een team van twee meubelrestaurateurs. Vervolgens werden de bestellingen klaargemaakt voor bezorging bij de klant.